# Ikeda, Ōsaka
Ikeda (tiếng Nhật: 池田市, I-khe-đa) là một thành phố thuộc tỉnh Ōsaka, Nhật Bản.